# Perforista

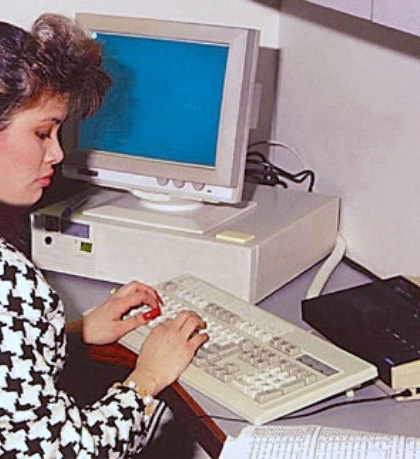
Perforista introduint dades

Un/a perforista és un membre del personal emprat per introduir o actualitzar dades en un sistema informàtic. Sovint, les dades s'introdueixen a un ordinador a partir de documents en paper mitjançant un teclat. Els teclats utilitzats de vegades poden tenir tecles especials i de diversos colors per ajudar en la tasca i accelerar el treball. Normalment, l'ergonomia adequada de l'estació de treball és un tema a tenir en compte.
Els perforistes també poden utilitzar entre altres estris, un ratolí, o un escàner alimentat manualment.
La velocitat i l'exactitud en entrar dades, no necessàriament en aquest ordre, són les mesures clau de la feina.

## Història

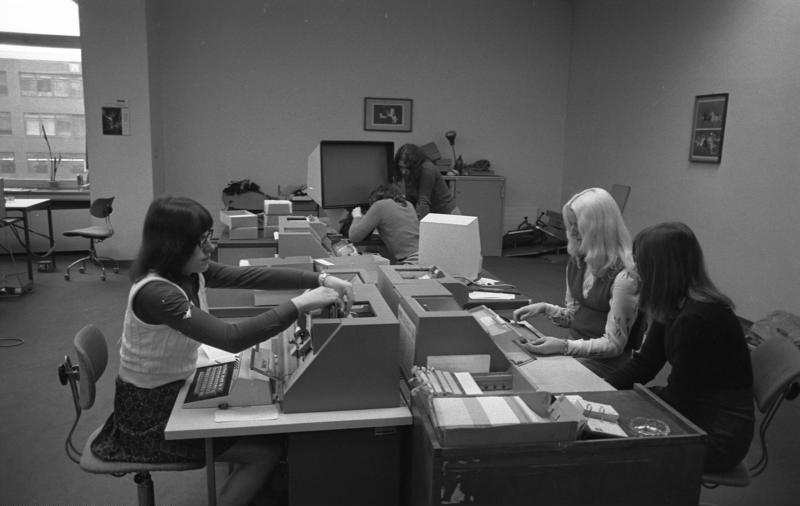
Perforiste a Volkswagen el 1973

La invenció del processament de dades de targetes perforades a la dècada de 1890 va crear una demanda de molts treballadors, normalment dones, per fer funcionar màquines de perforació. Per garantir la precisió, les dades sovint s'introduïen dues vegades; la segona vegada es va utilitzar un dispositiu de teclat diferent, conegut com a verificador (com l'IBM 056).
A la dècada de 1970, l'entrada de dades amb targeta perforada es va substituir gradualment per l'ús de terminals de visualització de vídeo.

## Exemples
Per a una empresa de mailing, és possible que els perforistes hagin d'escriure números de referència per als articles de correu que no han arribat al seu destí, de manera que les adreces rellevants es podrien esborrar de la base de dades utilitzada per enviar el correu. Si l'empresa estigués compilant una base de dades a partir d'adreces escrites a mà en un qüestionari, la persona que les escrigués a la base de dades seria un empleat d'entrada de dades. En un banc o caixa, es pot requerir un empleat d'introducció de dades per escriure les despeses en una base de dades mitjançant codis numèrics.

## Reconeixement òptic de caràcters/marques
Amb l'avenç de la tecnologia, molts perforistes ja no treballen amb documents escrits a mà. En canvi, els documents s'escanegen primer mitjançant un sistema combinat OCR/OMR (reconeixement òptic de caràcters i reconeixement òptic de marques) que intenta llegir els documents i processar les dades electrònicament. La precisió de l'OCR varia àmpliament en funció de la qualitat del document original i de la imatge escanejada; d'aquí la necessitat constant d'empleats d'entrada de dades. Tot i que la tecnologia OCR s'està desenvolupant contínuament, moltes tasques encara requereixen que un empleat d'entrada de dades revisi els resultats després per comprovar l'exactitud de les dades i introduir manualment qualsevol informació perduda o incorrecta.
Un exemple d'aquest sistema seria un que s'utilitza habitualment per documentar les reclamacions d'assegurança mèdica, com ara Medicaid als Estats Units. En molts sistemes, els formularis escrits a mà s'escanegen primer en imatges digitals (JPEG, png, mapa de bits, etc.). Aquests fitxers són processats pel sistema de reconeixement òptic de caràcters, on molts camps són completats per l'escàner òptic informatitzat. Quan el programari OCR té poca confiança en un camp de dades, es marca per revisar-lo, no tot el registre, sinó només el camp únic. A continuació, l'administrador d'entrada de dades revisa manualment les dades ja introduïdes per OCR, les corregeix si cal i omple les dades que falten visualitzant simultàniament la imatge a la pantalla.
L'exactitud dels registres personals, així com la informació de facturació o financera, sol ser molt important tant per al públic en general com per al proveïdor d'atenció mèdica. Sovint, la informació sensible o vital com aquesta és verificada moltes vegades, tant pel empleat com per la màquina, abans de ser acceptada.

## Requisits de treball[15]
La precisió és el màxim requisit. També cal mantenir la concentració i la velocitat.

## Seguretat de feina
La feina sol ser poc qualificada, de manera que el personal veterà sovint s'empra de manera temporal després d'haver completat una gran enquesta o cens. Tanmateix, la majoria d'empreses que gestionen grans quantitats de dades de manera regular repartiran els contractes i la càrrega de treball al llarg de l'any i contractaran a temps parcial.
El paper dels perforistes que treballen amb documents físics escrits a mà està en declivi al món desenvolupat, perquè els empleats d'una empresa sovint introdueixen les seves pròpies dades, tal com es recullen ara, en lloc de fer aquesta tasca un empleat diferent. Un exemple d'això és un operador que treballa en un centre d'atenció telefònica o un caixer en una botiga. El cost és un altre motiu del descens. L'entrada de dades requereix molta mà d'obra per a lots grans i, per tant, cara, de manera que les grans empreses de vegades subcontractaran la feina, ja sigui a nivell local o a països del tercer món on no hi ha escassetat de mà d'obra no qualificada més barata.
A partir del 2018, The New York Times encara publicava anuncis per al títol de treball " Empleat d'entrada de dades ".

## Formació
Per al treball com a perforista, cal tenir habilitats competents en matemàtiques i la llengua local. El treballador haurà d'estar molt familiaritzat amb el programari d'oficina, com ara processadors de textos, bases de dades i fulls de càlcul. Cal que tingui rapidesa, enfocament i gran habilitat amb els programes emprats.
Sovint no cal una educació superior a un títol de batxillerat, però algunes empreses requereixen aquest títol. Les empreses també esperen que el treballador tingui un any d'experiència en un camp relacionat.